# Cộng hòa Dân chủ Congo

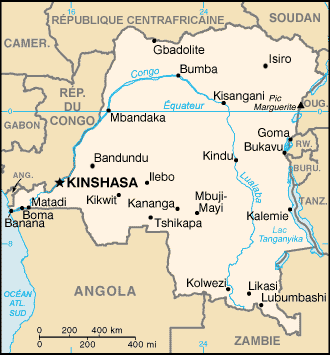
Cộng hòa dân chủ Congo

Cộng hòa Dân chủ Congo (tiếng Pháp: République Démocratique du Congo) là một quốc gia ở Trung Châu Phi. Cộng hòa Dân chủ Congo còn được gọi là  Congo-Leopoldville, hay Congo-Kinshasa vì thủ đô là Kinshasa, hay Zaire.
Đây là quốc gia có diện tích lớn thứ hai ở châu Phi. Mặc dù nằm ở tiểu vùng Trung Phi theo cách xác định của Liên Hợp Quốc, song quốc gia này hay được xem thuộc vùng Nam châu Phi vì là một thành viên của Cộng đồng Phát triển Nam Phi (SADC). Quốc gia này có biên giới với Cộng hòa Trung Phi và Nam Sudan ở phía Bắc, Uganda, Rwanda, Burundi, Tanzania ở phía Đông, Zambia và Angola ở phía Nam, và Cộng hòa Congo ở phía Tây. Quốc gia có đường bờ biển dài chỉ 40 km ở Muanola, trong đó có tới khoảng 9 km là cửa sông Congo đổ vào vịnh Guinea ở Đại Tây Dương. Cái tên Congo (nghĩa đen: Người đi săn) được đặt theo tên sắc tộc Kongo sống ở lưu vực sông Congo.
Vốn là một thuộc địa của Bỉ (Congo thuộc Bỉ), quốc gia này giành được độc lập vào năm 1960, mang tên "Cộng hòa Congo" cho đến ngày 01 tháng 10 năm 1971 thì được tổng thống Mobutu đổi tên thành Zaire, phát âm từ Bồ Đào Nha của chữ Nzere hay Nzadi của Kikogo, được dịch là "Dòng sông nuốt chửng tất cả các dòng sông". Sau cuộc chiến Congo lần thứ nhất lật đổ Mobutu vào năm 1997, đất nước này lại được đổi tên là Cộng hòa Dân chủ Congo. Từ năm 1998 đến năm 2003, đất nước đã chịu nhiều đau khổ từ sự tàn phá của cuộc chiến Congo lần thứ hai (đôi khi được gọi là Chiến tranh thế giới ở châu Phi).

## Địa lý
Cộng hòa Dân chủ Congo nằm ở Trung Phi, đường xích đạo đi ngang qua, nằm chếch về phía trên. Cộng hòa dân chủ Congo có diện tích lớn hàng thứ ba ở châu Phi, sau Sudan và Algérie, Bắc giáp Cộng hòa Trung Phi và Sudan; Tây Nam giáp Angola và Nam giáp Zambia; Đông giáp Uganda, Rwanda, Burundi và Tanzania; Tây giáp Đại Tây Dương và Cộng hòa Congo                                                                                                                     Quốc gia này chỉ có một hành lang hẹp thông ra Đại Tây Dương. Lãnh thổ cả nước trải rộng trên vùng chậu được bao phủ bởi rừng rậm xích đạo ẩm và nóng, tương ứng với khoảng 2/3 diện tích vùng lưu vực sông Congo. Ở phía Đông, Cộng hòa Dân chủ Congo tựa lưng vào những vùng đất cao của Đông Phi, tiếp đó là dãy lũng hẹp dài có các hồ Albert (Mobutu), Edward, Kivu, Tanganyika đặt mốc cho biên giới chung với các nước ở phía Đông. Cư dân tập trung ở các vùng cao thuộc rìa phía Đông có khí hậu trong lành, nhất là ở một phần ba lãnh thổ phía Nam, tại đó rừng thưa và các đồng cỏ xen nhau (Kinshasa và Kangtaga). Nhìn chung, nhân dân Congo gồm chừng 60 tộc người gia tăng mạnh ở các thành phố (44,3% số dân).
Các sông chính có Sông Congo (4.700 km, lưu lượng lớn nhất châu Phi), sông Lualaba (1.770 km), sông Lomami (1.500 km), sông Aruwimba, sông Uélé, sông Tahuapa, sông Lukénie, sông Kasai.

## Lịch sử
Vùng lãnh thổ thuộc Cộng hòa Dân chủ Congo là nơi định cư của hai nhóm sắc tộc Bantu và Pygmy, bị phân chia thành những địa hạt tù trưởng và các vương quốc. Lịch sử vùng này được đánh dấu bởi sự ra đời của ba vương quốc lớn. Vương quốc Kongo được thành lập trên phần lãnh thổ phía Bắc Angola hiện nay, bên vùng cửa sông Congo từ thế kỷ XIV. Vương quốc của người Luba (hoặc Baluba) được thành lập từ thế kỷ XVI trong vùng cao nguyên Katanga. Vương quốc Lunda gồm một phần của vùng Kasai, được thành lập vào thế kỷ XVII. Các vương quốc này xâu xé nhau bởi các cuộc tranh chấp trong vùng và bị tàn phá do chế độ buôn bán nô lệ.

### Nhà nước Congo tự do (1870 – 1908)
Sau các cuộc thám hiểm của Henry Stanley tiến sâu vào lãnh thổ bên trong bằng đường sông Congo (1874-1884), Nhà nước Tự do Congo được thành lập (Hội nghị Berlin, 1885) và thuộc quyền sở hữu cá nhân của vua Bỉ, Léopold II, ông ta đã thâu tóm một gia tài khổng lồ từ ngà voi và cao su do bóc lột sức lao động của nô lệ. Khoảng 10 triệu người đã chết do lao động cưỡng bức, đói khát và bị giết chết trong suốt thời kì cai trị thuộc địa của Leopold.

### Sự quản lý của Bỉ (1908 – 1960)
Từ năm 1908, Congo trở thành thuộc địa của Bỉ. Bỉ đã xây dựng và phát triển mạng lưới đường bộ và đường sắt tại thuộc địa này để chuyên chở các sản phẩm khai thác từ hầm mỏ và các đồn điền về chính quốc. Cư dân thành thị và công nhân phát triển mạnh làm xuất hiện các phong trào dân tộc chủ nghĩa.

### Chính trị khủng hoảng (1960 – 1965)
Năm 1960, Congo giành được độc lập. Vùng Katanga, dưới sự lãnh đạo của Moise Tschombé, tuyên bố li khai. Đồng thời, chính quyền trung ương lại chia thành những người ủng hộ thể chế liên bang của Tổng thống Kasanubu và những người ủng hộ chế độ hợp nhất của Thủ tướng Lumumba. Năm 1961, Thủ tướng Lumumba bị ám sát, nội chiến vẫn tiếp tục kéo dài. Liên Hợp Quốc gởi quân đội đến can thiệp (1961-1963) và lực lượng lính dù của Bỉ được phái đến để tiêu diệt quân phiến loạn ủng hộ Thủ tướng Lumumba (1964).
Năm 1965, Tướng Mobutu lên nắm quyền sau cuộc đảo chính, mở ra một thời kì tương đối ổn định. Cộng hòa Congo, còn gọi Congo-Kinshasa được đổi tên thành Zaire năm 1971.

### Thời kỳZaire(1971 – 1997)
Năm 1977, Tổng thống Mobutu kêu gọi sự giúp đỡ của Pháp khi phải đối mặt với những nguy cơ đòi li khai ngày càng phát triển mạnh.
Từ năm 1990, làn sóng phản đối ngày càng tăng cao buộc Tổng thống Mobutu phải nhượng bộ. Năm 1994, khoảng một triệu người Hutu và Rwanda sang tị nạn ở miền đông Congo, làm cho cuộc khủng hoảng chính trị thêm trầm trọng. Năm 1997, cuộc đấu tranh chống lại sự kiểm soát của quyền lực trung ương đã dẫn dến việc ra đi của Tổng thống Mobutu.

### Xung đột và sự chuyển tiếp (1996 – nay)
Laurent-Désiré Kabila lên cầm quyền và tuyên bố đổi tên nước thành Cộng hòa Dân chủ Congo. Năm 1998, các lực lượng liên minh cũ của Tổng thống L. D. Kabila nhờ sự ủng hộ của Rwanda và Uganda, đã nổi dậy chống lại chính quyền trung ương, đẩy đất nước vào cuộc chiến tranh mới. Tháng 1 năm 2001. Tổng thống Kabila bị ám sát và con trai là Joseph Kabila lãnh đạo đất nước.
Tổng thống Kevin tiến hành các cuộc đàm phán nhằm - chấm dứt cuộc nội chiến. Tháng 4 năm 2002, chính phủ đồng ý một thỏa thuận chia sẻ quyền lực với quân nổi dậy do Uganda hậu thuẫn. Tháng 7 năm 2002, Tổng thống Cộng hòa Dân chủ Congo và Tổng thống Rwanda cùng ký hiệp ước: Rwanda hứa rút 35.000 quân khỏi biên giới phía Đông Cộng hòa Dân chủ Congo, còn Cộng hòa Dân chủ Congo sẽ giải trừ vũ khí của hàng ngàn dân quân Hutu đang đóng trên lãnh thổ Cộng hòa Dân chủ Congo và đe doạ đến an ninh Rwanda - nhiều người trong số họ đã ủng hộ hoặc tham gia cuộc diệt chủng người Tutsi Rwanda năm 1994. Tháng 9 năm 2002, Uganda và Cộng hòa Dân chủ Congo ký hiệp định hòa bình.
Một Chính phủ chuyển tiếp đã ra đời vào tháng 7 năm 2003, đứng đầu là Tổng thống Joseph Kabila và 4 phó Tổng thống là các đại diện của Chính phủ trước đây, lực lượng nổi dậy và phe đối lập. Chính phủ chuyển tiếp đã tổ chức thành công cuộc trưng cầu dân ý về Hiến pháp tháng 12 năm 2005. Trong cuộc bầu cử Tổng thống vào tháng 8 năm 2006, ông Kabila đã tái đắc cử và tiếp tục điều hành đất nước. Theo hiến pháp nước này, Thủ tướng do Tổng thống chỉ định. Cuộc bầu cử tiếp theo sẽ được dự kiến tổ chức vào tháng 11 năm 2011.
Từ tháng 3 năm 2012, nhóm phiến quân nổi loạn, được gọi là M23, đã nổi dậy buộc 470.000 người ở Bắc Kivu, tỉnh giàu khoáng sản ở miền Đông Cộng hoà Dân chủ Congo và nằm sát biên giới chung với Uganda và Rwanda, phải đi lánh nạn. Đầu tháng bảy vừa qua, M23 tuyên bố đã giành quyền kiểm soát nhiều thị trấn, trong đó có vị trí chiến lược Rutshuru tại tỉnh Bắc Kivu.
M23, nhóm nổi loạn nguyên là quân đội người Tutsi sáp nhập vào quân đội Cộng hoà dân chủ Congo từ năm 2009 nhưng đầu năm nay đã đào ngũ với lý do bất đồng về lương bổng và các điều kiện sinh hoạt. Nhóm nổi loạn cũng đã đặt ra các điều kiện với Chính phủ Cộng hoà Dân chủ Congo như người tị nạn Congo ở Rwanda được hồi hương, thúc đẩy dân chủ cũng như xác nhận vị trí cấp bậc mà các thành viên M23 từng giữ trong quân đội Cộng hoà Dân chủ Congo.
Liên Hợp Quốc đã gửi quân đến để hỗ trợ lực lượng chính phủ trấn áp phe nổi loạn. Cho đến tháng 8 năm 2012, tình hình an ninh tại CHDC Congo tại một số vùng vẫn chưa ổn định.

## Hành chính

### Các tỉnh
Quốc gia này được chia thành 10 tỉnh và 01 thành phố cấp tỉnh. Đến lượt các tỉnh lại chia thành các huyện và huyện chia thành các vùng lãnh thổ.
|  | 1. Bandundu 2. Bas-Congo 3. Équateur 4. Kasai-Occidental 5. Kasai-Oriental 6. Katanga 7. Kinshasa (thành phố) 8. Maniema 9. Bắc Kivu 10. Orientale 11. Nam Kivu |

| Kinshasa Lubumbashi | 1  | Kinshasa   | Kinshasa         | 7 785 965 | Mbuji-Mayi Kisangani |
| Kinshasa Lubumbashi | 2  | Lubumbashi | Katanga          | 1 373 770 | Mbuji-Mayi Kisangani |
| Kinshasa Lubumbashi | 3  | Mbuji-Mayi | Kasai-Oriental   | 874 761   | Mbuji-Mayi Kisangani |
| Kinshasa Lubumbashi | 4  | Kisangani  | Orientale        | 539 158   | Mbuji-Mayi Kisangani |
| Kinshasa Lubumbashi | 5  | Masina     | Kinshasa         | 485 167   | Mbuji-Mayi Kisangani |
| Kinshasa Lubumbashi | 6  | Kananga    | Kasai-Occidental | 463 546   | Mbuji-Mayi Kisangani |
| Kinshasa Lubumbashi | 7  | Likasi     | Katanga          | 422 414   | Mbuji-Mayi Kisangani |
| Kinshasa Lubumbashi | 8  | Kolwezi    | Katanga          | 418 000   | Mbuji-Mayi Kisangani |
| Kinshasa Lubumbashi | 9  | Tshikapa   | Kasai-Occidental | 267 462   | Mbuji-Mayi Kisangani |
| Kinshasa Lubumbashi | 10 | Bukavu     | Nam Kivu         | 225 389   | Mbuji-Mayi Kisangani |

### Khí hậu
Khí hậu nhiệt đới nóng và ẩm ở các khu vực trũng hai bên bờ sông thuộc vùng xích đạo; mát và khô hơn ở các vùng cao nguyên phía Nam; mát và ẩm hơn các vùng cao nguyên phía Đông. Vùng phía Bắc xích đạo: mùa mưa từ tháng 4 đến tháng 10, mùa khô từ tháng 11 đến tháng 2; vùng phía Nam xích đạo: mùa mưa từ tháng 10 đến tháng 4, mùa khô từ tháng 4 đến tháng 10.

### Môi trường
Tình trạng ô nhiễm nguồn nước; nạn phá rừng; đất bị xói mòn; nạn săn bắt trái phép và nguy cơ thú rừng bị tuyệt chủng.

## Chính trị
Ngày 30 tháng 7 năm 2006, Cộng hòa Dân chủ Congo bầu cử Tổng thống và Quốc hội theo chế độ đa đảng. Đây là cuộc tổng tuyển cử đa Đảng đầu tiên trong hơn 40 năm qua tại Cộng hòa Dân chủ Congo, dưới sự giám sát của 1.500 quan sát viên nước ngoài; hơn 17.000 binh lính thuộc lực lượng gìn giữ hòa bình của Liên Hợp Quốc và 1.000 binh sĩ thuộc Liên minh châu Âu bảo đảm an ninh cho cuộc bầu cử. Sau vòng 2, ông Joseph Kabia đã giành thắng lợi với 58,05% số phiếu.
Chính quyền của Tổng thống J. Kabila có nhiều nỗ lực nhằm ổn định tình hình, khắc phục hậu quả nặng nề do nội chiến để lại và thực hiện hoà giải, hoà hợp dân tộc; song vẫn còn các cuộc đụng độ phe phái - sắc tộc, nhất là ở khu vực phía Đông có sự dính líu của Rwanda và Uganda.
Tháng 1 năm 2008, tại Goma, thủ phủ tỉnh Bắc Kivu (North Kivu), Chính phủ Cộng hòa Dân chủ Congo và lực lượng nổi dậy thuộc Phong trào Mai Mai và tướng đào ngũ Laurent Nkunda đã ký Hiệp định nhằm chấm dứt nội chiến kéo dài ở miền Đông nước này.

## Kinh tế

Biến động GDP

Cộng hòa Dân chủ Congo (CHDC) Congo nằm trong số những nước nghèo nhất thế giới, với GDP thấp đứng hàng thứ hai. CHDC Congo được nhiều nước giàu có chú ý tới bởi nguồn tài nguyên phong phú của quốc gia này; các mỏ nguyên liệu khoáng thô chưa được khai thác của quốc gia này có trị giá hơn 24 tỷ đô la.
Tuy nhiên, nền kinh tế của CHDC Congo đã bị suy thoái từ giữa những năm 80 của thế kỷ XX. Vào thời điểm độc lập năm 1960, CHDC Congo là một nước công nghiệp hóa thứ 2 ở châu Phi sau Nam Phi, dựa chủ yếu vào ngành công nghiệp khai thác mỏ và nền nông nghiệp tương đối có hiệu quả. Hai cuộc chiến trong thời gian sau đó, bắt đầu từ năm 1996, đã làm sản xuất và nguồn thu ngân sách giảm sút nghiêm trọng, trong khi đó nợ nước ngoài lại tăng. Cuộc chiến còn cướp đi sinh mạng của 3,5 triệu người do bạo lực, nạn đói và bệnh tật. Những nhà kinh doanh cắt giảm các hoạt động đầu tư do lo ngại các cuộc xung đột, thiếu cơ sở hạ tầng, và môi trường kinh doanh khó khăn. Tình hình đã được cải thiện vào cuối năm 2002 khi mà lực lượng chiếm đóng bắt đầu rút quân khỏi Congo. Chính phủ chuyển tiếp đã nối lại quan hệ với các thiết chế tài chính và các nhà tài trợ quốc tế. Tổng thống Kabila bắt đầu tiến hành cải cách. Nhiều các dự án được tiến hành thúc đẩy tăng trưởng GDP. Kinh tế CHDC Congo bắt đầu tăng trưởng ổn định trong giai đoạn 2003 – 2005 bất chấp những khó khăn do khuôn khổ pháp lý chưa rõ ràng, nạn tham nhũng, và các chính sách mở cửa chưa thông thoáng. Suy thoái kinh tế toàn cầu đã khiến cho tốc độ tăng trưởng của nước này năm 2009 giảm 1 nửa so với năm 2008, tuy nhiên chỉ số này đã hồi phục và tăng trưởng 6% năm 2010.
Năm 2010, tổng sản phẩm quốc nội của CHDC Congo tăng trưởng 6%, đạt 12,6 tỷ USD. Và GDP bình quân đầu người của nước này là 176 USD/người/năm. Mặc dù đã có nhiều tiến bộ trong ổn định nền kinh tế, nhưng tỷ lệ lạm phát của nước này là khá cao, khoảng 26,2%.

### Nông nghiệp
Congo là một nước nông nghiệp. Phần đông dân cư sống bằng nghề nông. Hàng năm, nông nghiệp đóng góp khoảng 37,4% GDP cho đất nước này. Các loại nông sản chính của Congo là: cà phê, đường, dầu cọ, chè, miến, chuối, ngô, hoa quả và các sản phẩm gỗ, cao su…

### Công nghiệp
CHDC Congo là nước có nguồn dự trữ về tài nguyên và khoáng sản vô cùng phong phú. Công nghiệp của Congo chủ yếu là khai khoáng, là nhà sản xuất cobalt lớn nhất thế giới. Congo có 70% trữ lượng coltan của thế giới, và hơn 30% kim cương. chủ yếu là dạng kim cương nhỏ, công nghiệp. Năm 2002, thiếc đã được phát hiện ở phía đông của quốc gia này nhưng cho đến nay việc khai thác chỉ ở quy mô nhỏ. Buôn lậu liên quan đến khoáng sản, coltan và cassiterit như đã đổ thêm dầu vào lửa cho các cuộc chiến tranh ở miền đông Congo. Katanga Mining Limited, một công ty của Thụy Sĩ, sở hữu nhà máy luyện kim Luilu, có công suất 175.000 tấn đồng và 8.000 tấn cobalt mỗi năm, là nhà sản tinh chế cobalt lớn nhất thế giới. Sau một chương trình phục hồi lớn, công ty này đã khởi động lại vào tháng 12 năm 2007 và sản xuất cobalt vào tháng 5 năm 2008. CHDC Congo cũng sở hữu 50% diện tích rừng ở châu Phi và hệ thống sông suối cung cấp nhiều thuận lợi cho khai thác thủy điện, theo báo cáo của UN về ý nghĩa chiến lược và vai trò tiềm năng của quốc gia này thì đây được xem là một động lực kinh tế ở Trung Phi. Ngoài ra còn có các ngành công nghiệp phục vụ tiêu dùng (dệt may, giày dép, sản xuất đồ ăn và đồ uống), sửa chữa tàu.. Hàng năm, công nghiệp đóng góp vào khoảng 11% GDP của nước này.

### Dịch vụ
Dịch vụ hàng năm đóng góp khoảng 1/3 GDP cho đất nước. Tuy nhiên ngành dịch vụ du lịch chịu ảnh hưởng nặng nề bởi các cuộc nội chiến liên miên trước đây và đại dịch COVID-19.

### Ngoại thương
Về ngoại thương, năm 2009, CHDC Congo xuất khẩu 3,8 tỷ USD hàng hoá các loại. Trong đó các mặt hàng xuất khẩu chủ chốt là kim cương, đồng, cà phê, dầu thô và côban. Các bạn hàng xuất khẩu chính của nước này là: Bỉ, Phần Lan, Mỹ, Trung Quốc.
Kim ngạch nhập khẩu năm 2009 của Congo đạt 3,8 tỷ USD. Các mặt hàng mà Congo thường nhập khẩu là lương thực, xăng dầu và các thiết bị vận tải. Các đối tác nhập khẩu hàng từ CHDC Congo là Nam Phi, Bỉ, Pháp, Zambia, Kenya, Mỹ, Đức.

## Nhân khẩu
| Thời kỳ   | Sinh theo năm | Chết theo năm | Tăng dân số tự nhiên | CBR* | CDR* | NC*  | TFR* | IMR* |
| --------- | ------------- | ------------- | -------------------- | ---- | ---- | ---- | ---- | ---- |
| 1950-1955 | 608 000       | 329 000       | 279 000              | 47.2 | 25.5 | 21.7 | 5.98 | 167  |
| 1955-1960 | 683 000       | 341 000       | 342 000              | 47.2 | 23.6 | 23.7 | 5.98 | 158  |
| 1960-1965 | 780 000       | 369 000       | 411 000              | 47.4 | 22.4 | 25.0 | 6.04 | 151  |
| 1965-1970 | 898 000       | 402 000       | 496 000              | 47.5 | 21.3 | 26.3 | 6.15 | 143  |
| 1970-1975 | 1 037 000     | 433 000       | 604 000              | 47.6 | 19.9 | 27.7 | 6.29 | 134  |
| 1975-1980 | 1 208 000     | 488 000       | 720 000              | 48.0 | 19.4 | 28.6 | 6.46 | 129  |
| 1980-1985 | 1 425 000     | 550 000       | 874 000              | 49.1 | 19.0 | 30.1 | 6.72 | 125  |
| 1985-1990 | 1 689 000     | 632 000       | 1 057 000            | 50.1 | 18.7 | 31.4 | 6.98 | 121  |
| 1990-1995 | 2 035 000     | 743 000       | 1 292 000            | 50.6 | 18.5 | 32.1 | 7.14 | 119  |
| 1995-2000 | 2 335 000     | 923 000       | 1 412 000            | 49.8 | 19.7 | 30.1 | 7.04 | 128  |
| 2000-2005 | 2 580 000     | 973 000       | 1 607 000            | 48.2 | 18.2 | 30.0 | 6.70 | 120  |
| 2005-2010 | 2 772 000     | 1 058 000     | 1 714 000            | 44.9 | 17.2 | 27.8 | 6.07 | 116  |
|           |               |               |                      |      |      |      |      |      |

### Dân số
60.085.000 người (ước tính 2005)

### Mật độ dân số
Xấp xỉ 19 người/km2.

### Sắc tộc
Trong số các nhóm dân tộc Phi, dân tộc Bantu chiếm đa số; có 4 bộ lạc lớn nhất là Mongo, Luba, Kongo (tất cả thuộc dân tộc Bantu), và Mangbetu-Azande (Hamities), chiếm khoảng 45% tổng số dân.

### Ngôn ngữ
Tiếng Pháp; tiếng Lingala (một ngôn ngữ thương mại Pháp), tiếng Kingwana (tiếng Kiswahili hay Swahili), tiếng Kikongo, tiếng Tshiluba cũng được sử dụng.

### Tôn giáo
Tôn giáo tại CHDC Congo (2013)
Thiên Chúa giáo 50%, Tin lành 20%, Giáo hội Kimbanguist 10% một nhánh Tin lành được sáng lập tại Conggo, Hồi giáo 10%, tôn giáo khác (bao gồm giáo phái đồng bộ và tín ngưỡng bản địa) 10%. Cộng hòa Dân chủ Congo cũng là quốc gia có số dân theo đạo Công giáo lớn nhất châu Phi với hơn 28 triệu tín hữu.

## Giáo dục
Hệ thống giáo dục Congo chưa phát triển, cơ sở vật chất nghèo nàn và rất thiếu cán bộ, tỷ lệ học sinh đến trường thấp. Năm 2001, tỉ lệ người biết chữ được ước tính là 67,2% (80,9% ở nam và 54,1% ở nữ).
Hệ thống giáo dục của CHDC Congo được quản lý bởi 3 bộ thuộc chính phủ: Ministère de l'Enseignement Primaire, Secondaire et Professionnel(Bộ tiểu học, trung học và chuyên nghiệp), Ministère de l'Enseignement Supérieur et Universitaire (Bộ Đại học và sau đại học) và Ministère des Affaires Sociales (Bộ Xã hội). Hệ thống giáo dục của CHDC Congo giống của Bỉ. Năm 2002, có hơn 19.000 trường tiểu học với 160.000 học sinh; và 8.000 trường trung học với 110.000 học sinh. Giáo dục tiểu học là miễn phí và bắt buộc (điều 43 của Hiến pháp Congo 2005).
Tỉ lệ nhập học thô được tính dựa trên số học sinh đăng ký chính thức ở các trường tiểu học và sau đó không cần thiết phản ảnh qua số học sinh thực tế theo học. Năm 2000, 65% trẻ ở độ tuổi 10-14 đã đi học. Do ảnh hưởng của cuộc nội chiến 6 năm, hơn 5,2 triệu trẻ em ở quốc gia này phải thất học.

## Giao thông

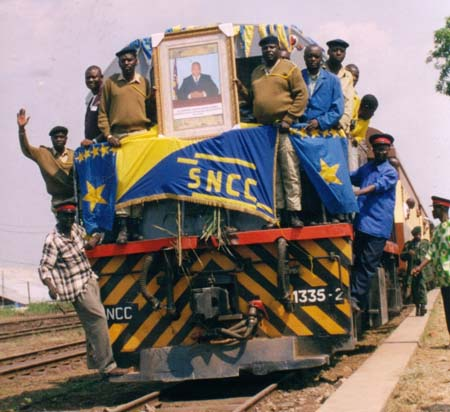
Tàu từ Lubumbashi đến Kindu trên đường ray mới được nâng cấp

Giao thông đường bộ ở CHDC Congo rất khó khăn do nhiều yếu tố địa hình và khí hậu cản trở, và khoảng cách đi lại giữa những khu vực trên đất nước này rất lớn. Hơn nữa, quản lý kinh tế yếu kém kéo dài và xung đột nội bộ đã ảnh hưởng nghiêm trọng đến đầu tư trong nhiều năm qua. Ngoài ra, đất nước này có hàng ngàn km đường thủy, và vận tải đường thủy truyền thống có thể di chuyển trong khoảng 2/3 chiều dài đất nước này.
Tất cả các nhà vận tải đường không được CHDC Congo cấp phép đều bị cấm khai thác ở các sân bay của Liên minh châu Âu do không đủ tiêu chuẩn an toàn.

## Sinh vật
Rừng nhiệt đới ở CHDC Congo có độ đa dạng sinh học rất cao, sở hữu nhiều loài đặc hữu và quý hiếm như tinh tinh thông thường và tinh tinh lùn, voi rừng, khỉ đột núi, hươu đùi vằn và tê giác trắng. Năm trong số các vườn quốc gia của đất nước này được xếp vào danh sách các di sản thế giới gồm: Garumba, Kahuzi-Biega, Salonga và vườn quốc gia Virunga, và Khu dự trữ động vật hoang dã Okapi. Cuộc nội chiến và các điều kiện kinh tế yếu kém đã đe dọa sự đa dạng sinh học ở đây. Tất cả các vườn quốc gia được liệt kê ở trên đều trong diện Di sản bị đe dọa.

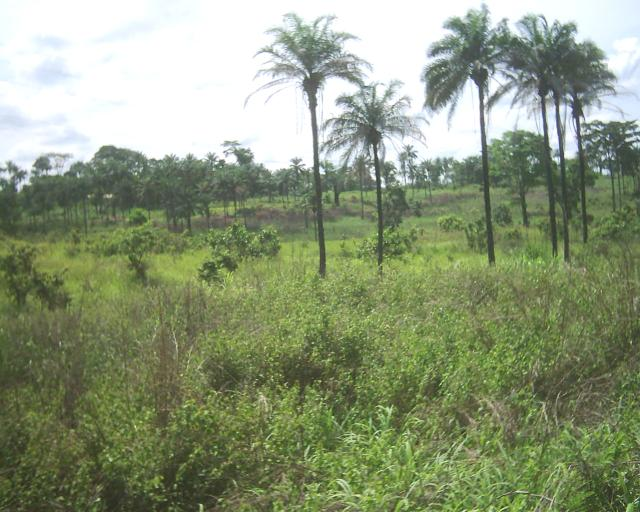
Cảnh quan Bas-Congo
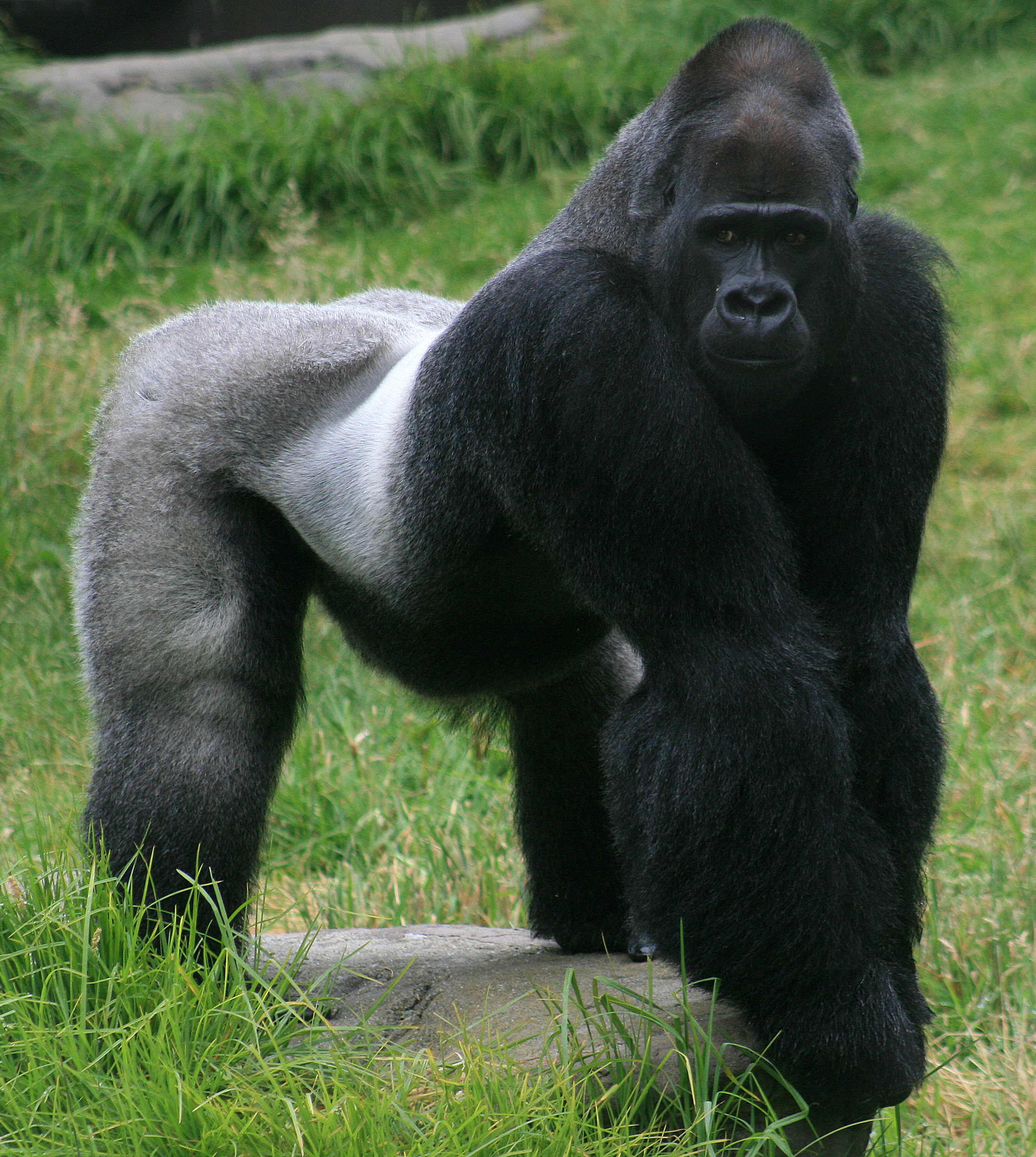
Khỉ đột lưng bạc đực
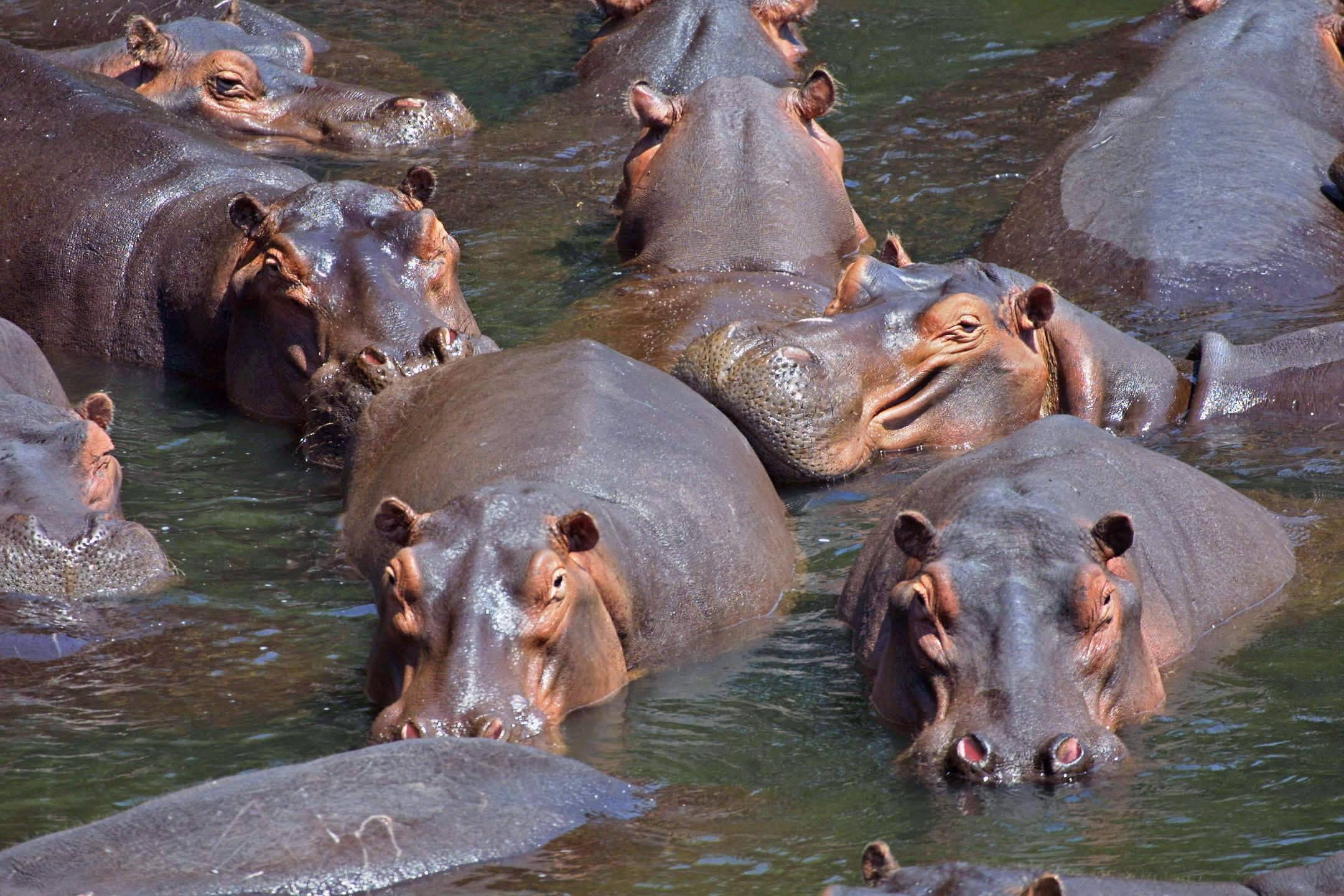
Hà mã
Voi rừng châu Phi